# Areso
Areso település Spanyolországban, Navarra autonóm közösségben. Areso Berastegi, Araitz, Leitza és Larraun községekkel határos. Lakosainak száma 266 fő (2024).

## Népesség
A település népessége az elmúlt években az alábbi módon változott:
| Lakosok száma | 286  | 296  | 288  | 277  | 276  | 266  | 261  | 279  | 270  | 266  |
|               | 2001 | 2004 | 2007 | 2009 | 2012 | 2014 | 2017 | 2019 | 2022 | 2024 |